# Горній Фур'ян
45°04′ пн. ш. 15°40′ сх. д. / 45.06° пн. ш. 15.67° сх. д.
Горній Фур'ян (хорв. Gornji Furjan) — населений пункт у Хорватії, у Карловацькій жупанії у складі міста Слунь.

## Населення
Населення за даними перепису 2011 року становило 85 осіб.
Динаміка чисельності населення поселення: